# بيتر أرمسترونغ
بيتر أرمسترونغ (بالإنجليزية: Peter Armstrong)‏ هو كاهن كاثوليكي أمريكي، ولد في 9 أبريل 1929، وتوفي في 17 نوفمبر 2009.